# آرثر بي وارنر
آرثر بي وارنر (بالإنجليزية: Arthur Pratt Warner)‏ هو مخترع ومهندس أمريكي، ولد في 18 أبريل 1870 في جاكسونفيل في الولايات المتحدة، وتوفي في 22 مارس 1957 في بلويت في الولايات المتحدة.